# Polcevera
De Polcevera (Ligurisch: Pûçéivia o Ponçéivia) is een rivier in Noord-Italië.
De rivier ontstaat bij het samenvloeien van de Riccò en Verde en heeft een lengte van 11 kilometer. Als de Verde, de belangrijkste aanvoerrivier, bij de Polcevera wordt meegeteld, bedraagt de totale lengte 19 kilometer. Halverwege komt de Secca ook in de Polcevera uit en de rivier mondt uit in de Ligurische Zee, tussen de wijken Sampierdarena en Cornigliano, aan de westzijde van Genua.
Nabij Genua loopt de A10 over de Polcevera heen, via de Ponte Morandi, waarvan op 14 augustus 2018 een gedeelte instortte.
- Bibliothèque nationale de France: cb15101184d (data)
- Library of Congress Control Number: sh2010007703
- Nationale Bibliotheek van Israël: 987007574603105171
- Virtual International Authority File: 315166701